# Ярость (фильм, 1997)
«Ярость» (англ. The Rage) — американский боевик 1997 года.

## Сюжет
Возглавляемая психопатом Дейсом банда, состоящая из смертельно опасных и прекрасно обученных бойцов элитного спецотряда, совершает серию жестоких убийств. Безжалостные солдаты не только расправляются с молодыми девушками, но и строят планы уничтожения всех высших политических и военных чинов государства, считая, что только так можно отомстить за свою сегодняшнюю ненужность. Два агента секретных служб — Ник Тревис и очаровательная Келли МакКорд получают задание обезвредить убийц.

## В ролях
- Лоренцо Ламас — Ник Тревис
- Кристен Клоук — Келли МакКорд
- Гэри Бьюзи — Арт Дейс
- Брэндон Смит — шериф Добсон
- Тиане Ворден — Синди
- Делл Йонт — Бобби Джо
- Дэвид Кэррадайн — Лукас МакДермотт
- Рой Шайдер — Джон Таггарт
- Дэвид Дженсен — агент Грин